# Bellamira scalaris
Bellamira scalaris är en skalbaggsart som först beskrevs av Thomas Say 1827.  Bellamira scalaris ingår i släktet Bellamira och familjen långhorningar. Inga underarter finns listade.